# Jan Szkudlarek (pułkownik)
Jan Szkudlarek (ur. 1945  w Nowych Skalmierzycach, zm. 6 czerwca 2025 w Warszawie) – pułkownik mgr inż. Wojska Polskiego.

## Wykształcenie
- 1963 – liceum ogólnokształcące w Świdnicy;
- 1964–1969 – Wojskowa Akademia Techniczna w Warszawie;
- 1983–1987 – wyższy kurs akademicki w Akademii Artylerii w Leningradzie oraz studia podyplomowe w Instytucie Systemów Zaopatrywania WL w WAT;
- 1992–1993 – studia podyplomowe w AON;
- 1997 – kurs w Bazie Piechoty Morskiej(inne języki) w Quantico w USA.

## Kariera zawodowa
- 1969 – dowódca plutonu uzbrojenia w 27 pz w Kłodzku;
- 1971–1975 – szef Służby Uzbrojenia i Elektroniki w 99 paplot w Ząbkowicach Śląskich;
- 1975–1983 – dowódca 28 ddr w Skwierzynie;
- 1983–1989 – dowódca 22 PTBRPlot w Skwierzynie;
- 1989 – komendant Centrum Szkolenia Uzbrojenia i Elektroniki w Olsztynie;
- 15 stycznia 2003 przeniesiony do rezerwy.

## Awanse
- podporucznik – 1968
- porucznik –
- kapitan –
- major –
- podpułkownik –
- pułkownik –